# 真源街道
真源街道，是中华人民共和国河南省周口市鹿邑县下辖的一个乡镇级行政单位。

## 行政区划
真源街道下辖以下地区：
县府街社区、健康街社区、老君台社区、陈抟街社区、仁让街社区、文化街社区、鹿城社区、紫气园社区、孟滩街社区和西大街社区。